# Maria Furtwängler
Maria Furtwängler-Burda (née le 13 septembre 1966 à Munich née Furtwängler) est une comédienne et médecin allemande, célèbre pour ses rôles de femme-commissaire et son engagement humanitaire.

## Biographie
Maria Furtwängler est l'arrière-petite nièce du chef d'orchestre Wilhelm Furtwängler. Son père, Bernhard Furtwängler, est architecte et sa mère est l'actrice Kathrin Ackermann (de). Elle joua son premier rôle à l’âge de six ans, pour une série télévisée allemande, Zum Abschied Chrysanthemen, réalisée par son oncle Florian Furtwängler. Formée d'abord à la comédie par sa mère, elle prit ensuite des cours de théâtre en Allemagne et à l'étranger.
Après le baccalauréat, Furtwängler a étudié la médecine humanitaire à l’Université de Montpellier. Elle a été reçue en 1996 docteur de l’Université Louis-et-Maximilien de Munich avec une thèse sur l'impact d'une Fausse couche sur la grossesse suivante, et l'effet d'une grossesse sur les séquelles d'un avortement précédent. Elle exerça ensuite la médecine à Munich, mais retrouva bien vite les plateaux de tournage.
Depuis le 8 novembre 1991, Furtwängler est mariée avec l'éditeur et milliardaire Hubert Burda (en), avec qui elle a eu deux enfants.

### Interprétations
Maria Furtwängler doit son premier grand rôle au feuilleton « Une famille heureuse » (Die glückliche Familie), diffusée entre 1987 et 1993, où elle se produisait aux côtés de Maria Schell, Siegfried Rauch et de sa propre mère, Kathrin Ackermann. Elle apparut ensuite dans un feuilleton de la NDR : elle y interprétait le rôle de Katia Schütte, une fonctionnaire de l'UE chargée de réprimer la délinquance financière. Cette même chaîne lui proposa de poursuivre début 2002 dans le cadre de la série policière Tatort, dont elle tournera 18 épisodes jusqu'en 2012. Son personnage de commissaire, Charlotte Lindholm, affectée à la police criminelle de Basse-Saxe, enquête à travers tout le nord de l’Allemagne, en général à la campagne. Le rôle de la mère de la commissaire est, là encore, interprété par sa propre mère, Kathrin Ackermann.

### Engagement social et humanitaire
L’actrice est connue pour son engagement dans la lutte contre le cancer et la maltraitance, ainsi que pour l’aide humanitaire. Elle préside le conseil de surveillance de l'organisation German Doctors, est membre de l'organisation contre la maltraitance Bündnis für Kinder – Gegen Gewalt et se rend régulièrement à l'étranger lors des crises humanitaires, où elle participe elle-même aux soins.
Furtwängler a été choisie pour diriger la Fondation Dominik Brunner, qui milite pour le civisme, et est membre depuis des années de la Fondation Felix Burda (lutte contre le cancer), créée par son mari. Enfin elle est ambassadrice du programme d'échanges Digital Life Design (de) DLDwomen.

## Distinctions
- Ordre du Mérite pour son engagement humanitaire Ärzte für die Dritte Welt (2003)
- Prix Siegfried Lowitz[4] (2005)
- Ordre bavarois du Mérite (2007)
- Goldene Kamera comme meilleure interprétation dans une série policière (2008, vote du public)

## Filmographie(sélection)
- 1974: Zum Abschied Chrysanthemen
- 1987–1993: Die glückliche Familie (série télévisée)
- 1997: Le Renard (série télévisée) – épisode « La loge interdite »
- 1997: Cap de Bonne-Espérance (série télévisée en 6 épisodes)[5]
- 1998: Siska – épisode « Un mal pour un bien »
- 1999: Siska – épisode « Fausse piste »
- 2000: Dir zu Liebe
- 2000: Das Glück ist eine Insel
- 2001: Die achte Todsünde – épisode « Gespensterjagd »
- 2007: Hiver 1945 ; interprétation primée par la fondation Deutscher Entertainment
- 2008: Räuber Kneißl
- 2011: Schicksalsjahre

Dans la série policière Tatort, dans le rôle de la commissaire principale Charlotte Lindholm
- 2002: Lastrumer Mischung
- 2003: Hexentanz
- 2003: Sonne und Sturm
- 2004: Heimspiel
- 2004: Tatort: Märchenwald
- 2005: Dunkle Wege
- 2005: Atemnot
- 2006: Schwarzes Herz
- 2006: Tatort: Pauline
- 2007: Tatort: Das namenlose Mädchen (interprétation primée par le Deutscher Fernsehpreis)
- 2007: Tatort: Wem Ehre gebührt
- 2008: Tatort: Erntedank e.V.
- 2008: Salzleiche
- 2009: Das Gespenst
- 2009: Tatort: … es wird Trauer sein und Schmerz
- 2010: Vergessene Erinnerung
- 2010: Der letzte Patient
- 2011: Tatort: Mord in der ersten Liga
- 2011: Tatort: Schwarze Tiger, weiße Löwen
- 2012: Tatort: Wegwerfmädchen
- 2012: Tatort: Das goldene Band